# 宁国山核桃
宁国山核桃主产于中华人民共和国安徽省天目山南麓、水阳江上游的宁国县宁墩、胡乐等地区，具有粒大壳薄、肉红且饱满等特点，每100克核桃仁中含有蛋白质16克，脂肪63.9克，碳水化合物8.1克，粗纤维6.6克，钙93毫克，磷386毫克，铁1.9毫克。宁国山核桃的产区山峦起伏，溪水纵横，气候温和，雨量充沛，适合核桃生长。宁国山核桃生产已有200多年历史，产品销于华东、华中等地，还出口香港、澳门地区。